# Guilda (ecologia)
Guilda, guilde ou guilda ecológica é geralmente definida como qualquer conjunto de espécies que subsistem de um mesmo tipo de recurso, explorando-o de forma similar. Essencialmente, é um agrupamento que tem como base a similaridade no uso de recursos pelas espécies e não sua filogenia, como na taxonomia. O termo é empregado como uma divisão prática ou teórica no estudo de comunidades, segundo uma ou poucas dimensões de nicho, principalmente a dimensão trófica. Um dos exemplos mais conhecidos de guilda são granívoros de sementes dispersas em ambientes desérticos da América , que inclui espécies de aves, roedores e insetos. Na prática, guildas são definidas subjetivamente de acordo com o interesse de estudo do pesquisador, geralmente enfatizando apenas o tipo de recurso utilizado.

## História

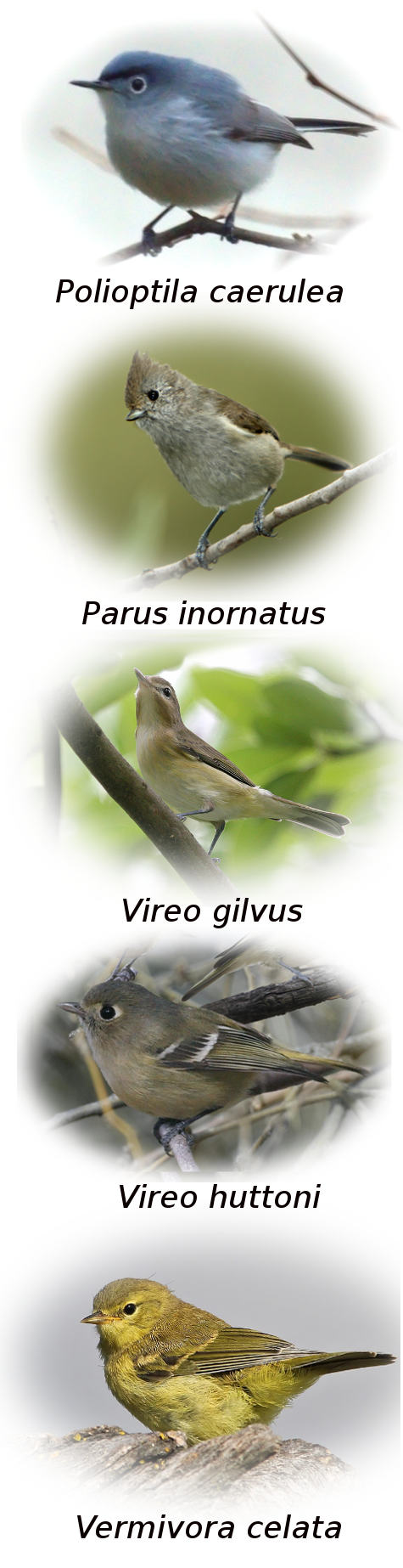
Passeriformes que constituíam a guilda original de Root

O termo originalmente foi criado para designar associações profissionais na idade média (corporações de ofício), sendo primeiro utilizado em um contexto ecológico em 1903 pelo tradutor de Andreas Franz Wilhelm Schimper. Na versão inglesa do livro de Schimper de 1898 sobre a distribuição de plantas, o termo alemão Genossenschaften ("cooperativa"), utilizado para denominar grupos de plantas com mesma forma de vida, é traduzido como guilda:
"Dispersas entre as plantas que ocupam o chão e são essencialmente responsáveis pela edificação das formações, quase sempre são encontradas outras plantas de modos de vida muito diferentes, que aparecem de forma indiscriminada como componentes acessórios das mais diversas formações, sem nunca agrupar-se em uma própria. Na verdade, elas são incapazes de fazê-lo, pois dependem de outras plantas para a sua existência. Cada um destes grupos de vegetais possui, de acordo com o seu modo de vida, traços característicos (...). Tais grupos ecológicos são denominados guildas. Eles são quatro em número - lianas, epífitas, saprófitas e parasitas." 
Apesar da introdução pela obra de Schimper, o termo e sua definição associada foram em grande parte ignorados no início do século XX. Os poucos trabalhos que se utilizaram do termo o empregadram com diferentes sentidos, como para grupos de espécies invasoras ou grupos de espécies pertencentes ao mesmo nível trófico. Paralelamente, a ideia de que espécies apresentavam similaridades em requerimentos foi sendo desenvolvida, ainda sem um termo próprio, com o conceito de nicho de Charles Sutherland Elton. A noção de nicho trófico, por exemplo, pode ser utilizada como base para o agrupamento de espécies que partilham recursos alimentares. Esta noção de similaridade foi ganhando importância na década de 50, quando grande ênfase foi colocada na competição interespecífica como processo estruturante de comunidades. A perspectiva da competição gerou o contexto para a definição mais aceita atualmente de guilda, proposta em 1967 por Richard Bruce Root:
"Uma guilda é definida como um grupo de espécies que explora de forma similar uma classe de recursos ambientais. Esse termo agrupa espécies que apresentam sobreposições significativas em seus requerimentos de nicho, sem considerar sua posição taxonômica. (...) Assim como para o gênero na taxonomia, os limites que circunscrevem a filiação de qualquer guilda necessariamente são algo arbitrários. Para ser considerado um membro da guilda de coletores em folhagens de bosques de carvalho, a maior fração da dieta de uma ave deve consistir de artrópodes coletados na zona de folhagem dos carvalhos. Como resultado, aves que apenas ocasionalmente usam a zona de folhagem são excluídas, apesar de exercerem alguma influência no suprimento de recursos alimentares da guilda." 
A condição de utilizar um mesmo tipo recurso de forma similar incorpora a ideia de um grupo adaptado ao uso do recurso e aos outros organismos que também o utilizam. A perspectiva de Root deu novo ímpeto ao estudo de competição em comunidades, sendo a perspectiva trans-taxonômica e o termo utilizados em diversas pesquisas subsequentes. Porém, comumente o termo foi aplicado de forma frouxa ou inconsistente, sendo utilizado para expressar diferentes conceitos entre pesquisadores, abrangendo cada vez mais seu significado. Apesar deste uso inconsistente, após a definição de Root poucos autores apresentaram propostas formais para redefinir o termo. Em geral, estas propostas se mantiveram baseadas uso de recursos, subdividindo o conceito original em categorias e/ou acomodando outros conceitos relacionados. Apesar da definição de Root ser a principal utilizada conceitualmente, na prática existe uma ênfase no tipo de recurso, sem considerar sua forma de uso.

## Definições alternativas
Para evitar a potencial limitação taxonômica imposta pela interpretação de "forma similar" com a perspectiva comportamental da publicação de Root (modo de forrageamento), MacMahon e colaboradores sugeriram em 1981 remover essa condição da definição de guilda. As consequências dessa alteração são a inclusão em uma mesma guilda de grupos maiores e mais diversos de espécies, que podem usar o recurso de diferentes formas e com diferentes finalidades (ex.: construção de ninho x alimento).
Baseado na premissa de que espécies da mesma ordem ou família apresentam similaridades maiores de requerimento de nicho, Ralph C. MacNally propôs em 1983 a inclusão de critérios taxonômicos, além de simpatria (co-ocorrência), sincronia (período de atividade) e uso do alimento na definição de guildas. Na visão de MacNally, adicionar o critério taxonômico poderia aliviar julgamentos a priori de como as espécies se relacionam, geralmente assumidos em um contexto competitivo. A limitação taxonômica, mas não necessariamente como um critério, de fato esteve presente na maioria dos estudos de guildas, tanto por praticidade e ausência de informações quanto pela validade geral da premissa sobre maior semelhança de nicho entre espécies filogeneticamente mais próximas.

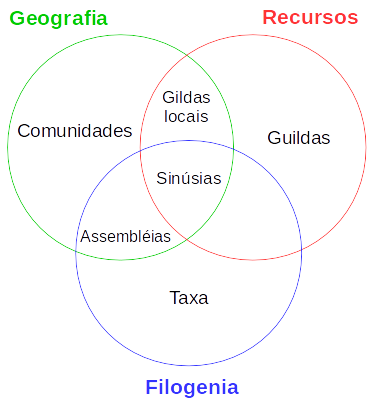
Diagrama de Venn mostrando a proposta de John E. Fauth e colaboradores

Com o objetivo de clarificar a terminologia empregada no estudo de comunidades, em 1996 John E. Fauth e colaboradores propuseram subdividir o conceito de guilda entre seus componentes global e local. O termo guilda manteria sua definição mais abrangente, como o conjunto de todas as espécies que exploram o mesmo tipo de recurso de forma similar, sem a necessidade de co-ocorrência; sendo o termo "guilda local" reservada ao subconjunto de espécies da guilda que co-ocorrem em uma mesma comunidade.
Uma proposta com alterações mais significativas foi apresentada por J. Bastow Wilson em 1999, buscando incorporar os diferentes sentidos em que o termo guilda fora usado na literatura ecológica assim como conceitos e termos relacionados. Na proposta de Wilson, a guilda é subdividida entre "guilda alfa" (uso de recursos dentro de uma comunidade) e "guilda beta" (distribuição de acordo com condições ambientais). Ambas as categorias são subdividas em quatro classes dependendo dos critérios comumente utilizados para agrupamentos. Por exemplo, segundo o autor, "guildas beta" podem ser definidas de acordo com critérios de distribuição espacial (β1) ou temporal (β2), ou ainda por descrições subjetivas (β3) ou objetivas (β4) de suas características em relação às condições ambientais.

## Utilidade e uso
No período anterior à perspectiva de guilda apresentada por Root em 1967, estudos em ecologia de comunidade tendiam a focar em agrupamentos taxonômicos (assembléias), devido à complexidade de se estudar comunidades biológicas como um todo. Ao mesmo tempo, estudos sobre competição interespecífica utilizavam como unidades especies pertencentes ao mesmo gênero, sob a premissa de que seus requerimentos ambientais deveriam ser mais similares. A validade dessa premissa, no entanto, foi questionada, com exemplos onde a interação entre espécies de gêneros próximos seria mais importante que com espécies congenéricas. A proposta de Root serviu como uma bandeira para direcionar estudos de competição com o foco diretamente na interação das espécies, a princípio sem restrição à relação taxonômica. A remoção do enfoque taxonômico, no entanto, não significa necessariamente a visão de guilda como incluindo organismos filogeneticamente muito distantes, devido a limitações implícitas na própria definição (ver seção "críticas"). O próprio trabalho de Root versa sobre uma guilda de cinco espécies, todas Passeriformes, pertencendo a quatro famílias distintas.
A guilda foi sugerida também como uma unidade natural, refletindo a estruturação de comunidades em um determinado número de formas de exploração de recursos. A perspectiva era que as formas de exploração de determinado recurso são limitadas e que a seleção natural poderia resultar em características morfológicas e comportamentais similares entre organismos distintos. Esta convergência evolutiva permitiria a existência do mesmo tipo de guilda em ambientes diferentes, com diferentes espécies componentes e estrutura, e sua comparação poderia revelar mais informações sobre a comunidade. As evidências empíricas, no entanto, não são favoráveis a esta hipótese.

## Críticas
Apesar da grande aderência, o conceito de guilda sofreu diversas críticas ao longo dos anos. Parte das críticas é dirigida à própria definição do conceito, que apresenta ambiguidades no que constitui uma "classe de recursos" e quão similar deve ser seu uso. Para alguns autores, a similaridade no uso de um recurso não é necessária ou deveria ser pesada pelo impacto sobre o próprio recurso:
"Para expor a questão com um pouco de exagero, importa se uma determinada espécie de inseto é capturada pela teia de uma aranha ou pelo bico de um pássaro? As consequências para o ecossistema e para a comunidade são semelhantes - um inseto a menos dessa espécie e a forma é irrelevante a partir dessa perspectiva específica." 
Neste sentido, parasitóides e parasitas não pertenceriam a uma mesma guilda mesmo quando explorando o mesmo tipo de recurso, porque "forma similar" é interpretado em termos de efeito sobre o recurso, com remoção pelo parasitóide mas não pelo parasita. Esta mesma perspectiva permitiria que membros de uma mesma guilda estivessem relacionados ao mesmo recurso por meio de diferentes dimensões de nicho:
"Assim, não importa se um organismo remove a folha de uma árvore para usar como material de nidificação, como alimento, ou como substrato para crescer fungos que por sua vez são comidos; a folha terá sido removida e os usuários folha pertencem a uma mesma guilda. Notamos que, embora a utilização de uma folha tem um efeito igual, ou seja, o desaparecimento de uma folha a partir do conjunto de folhas, os resultados da utilização por diferentes membros da guilda podem ter diferentes consequências no ecossistema." 
Essa visão, no entanto, não é hegemônica e outros autores defendem que a forma de uso de um recurso pode ser importante para determinar o tipo e intensidade da relação ecológica (e.g., competição). A consideração de "forma similar" conforme utilizado por Root, porém, não apenas implica agrupamentos que acabam refletindo a taxonomia (do exemplo acima, uma ave não pode caçar com uma teia), como é mais ambígua no grau de similaridade. Assim, diferentes autores trabalhando com o mesmo tipo de organismo reconhecem diferentes números de guildas, não necessariamente por uma diferença fundamental em como os recursos são utilizados em diferentes ambientes, mas pelo grau de especificação/generalismo em que categorizam as formas de uso.
A definição do que constitui uma "classe de recursos" também apresenta relativa ambiguidade na sua formulação:
"Por exemplo, sementes são um recurso para uma gama de consumidores em desertos. A classe de recurso é então o conjunto de todas as sementes de uma área? Sementes de apenas algumas espécies de plantas? Sementes de um determinado tamanho? Sementes em determinados microsítios? Todas essas poderiam ser classes de recursos apropriados, dependendo da perspectiva do investigador." 
Indiretamente, esta reflexão sobre especificação/generalismo nas categorias de recurso sugere que dependendo da forma como uma guilda é definida, alguns de seus componentes podem não estar de fato compartilhando recursos. No trabalho original de Root, apesar de algumas espécies da guilda apresentarem maior consumo em uma determinada classe de tamanho de presas, todas as espécies apresentavam algum grau sobreposição no espectro de tamanho de presas consumidas. A noção de sobreposição parcial era importante para designar um grupo de espécies interagindo mais intensamente com relação ao recurso, ao mesmo tempo que a sobreposição total não era esperada de acordo com a noção de exclusão competitiva. Assim, nos seus extremos, uma definição muito específica possivelmente formaria apenas guildas monoespecíficas enquanto muito genéricas formariam guildas de organismos sem uma real sobreposição no uso do recurso. A guilda de granívoros de deserto, por exemplo, foi criticada pelo recurso ser definido de forma excessivamente genérica, incluindo organismos que não apresentariam sobreposição nas sementes consumidas (em termos de espécies, tamanhos e localizações de microsítio).
Críticas menos conceituais estiveram direcionadas ao método de filiação a uma guilda. Autores frequentemente não são claros em descrever os critérios utilizados para incluir espécies e em geral a filiação é feita de forma intuitiva baseada no conhecimento do pesquisador. Diversos autores defenderam que métodos matemáticos fossem utilizados para determinar a filiação de espécies em guildas. Essas abordagens, apesar de esclarecer a metodologia, permanecem subjetivas porque precisam definir o limiar de similaridade do procedimento matemático utilizado para agrupar espécies.
A ambiguidade na definição do que constitui uma guilda limita seu uso para elucidação de fenômenos ecológicos. O reconhecimento de uma entidade é essencial para relacionar processos e padrões a ela associados, de forma que a informação acumulada com foco em guildas pode na verdade representar uma mistura de propriedades de diferentes entidades:
O conceito de guilda parece ter desenvolvida uma vida própria, e seus discípulos esquecem que ele se baseia em argumentos verbais, não em dados experimentais.

## Dificuldades e limitações

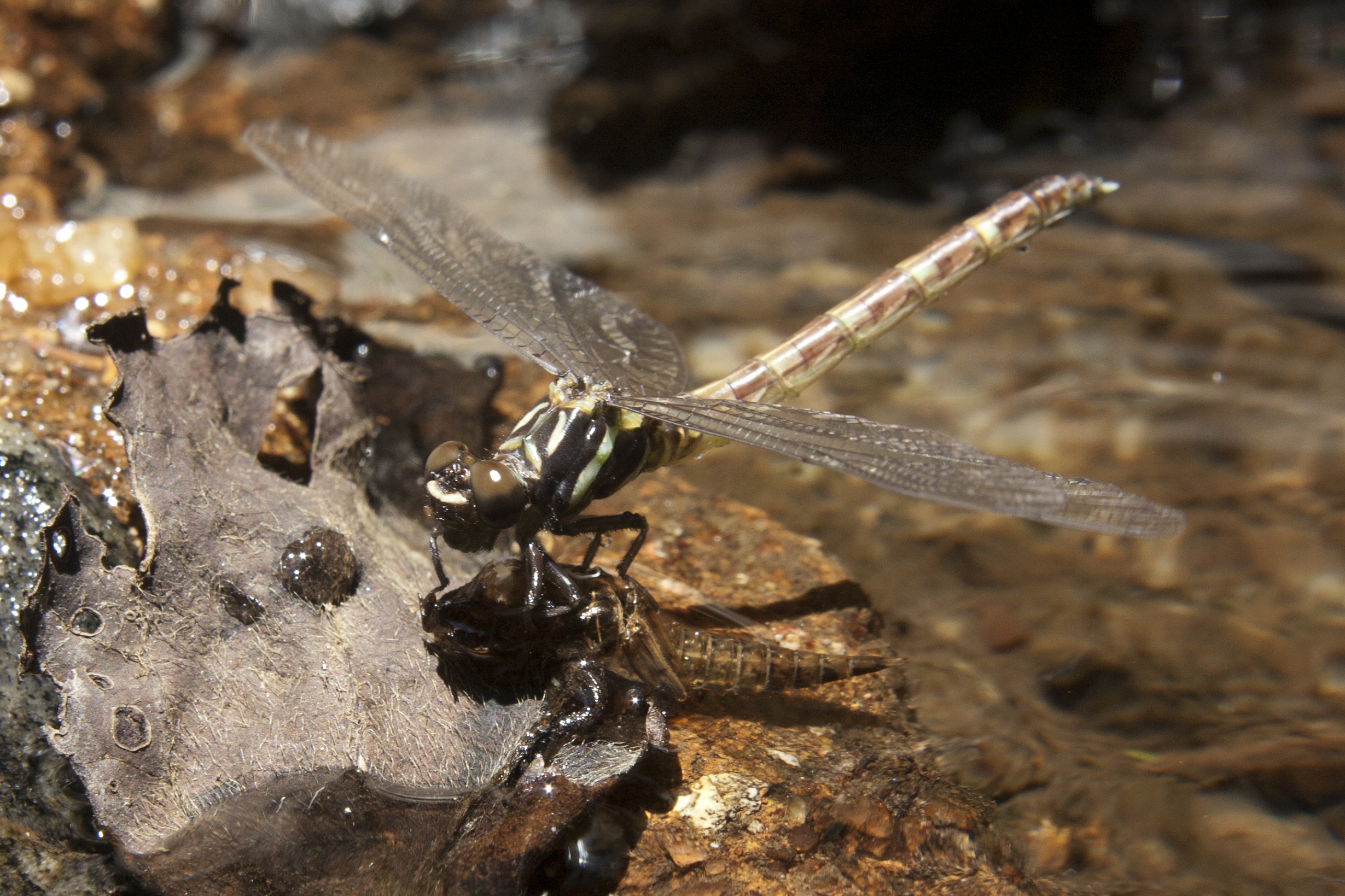
Libélula emergindo de seu estágio aquático de ninfa

A aplicação de guilda a todos organismos de uma espécies não é apropriado para espécies em que existem diferenças na ecologia entre os estágios de desenvolvimento ou entre os sexos. Anfíbios anuros, por exemplo, apresentam um ciclo de vida discreto onde o juvenil é aquático pastador de perifíton e o adulto é terrestre, predador de insetos. O mesmo ocorre com libélulas, onde o estágio de ninfa é aquático e o adulto é voador, sendo ambos predadores. Nestes casos, os tipos de recursos potencialmente explorados por membros de uma mesma espécie em diferentes estágios de desenvolvimento é diferente. Situação similar, porém mais complexa, pode ocorrer em organismos que não apresentam classes discretas de desenvolvimento, mas alterações contínuas. Por exemplo, alterações do tipo e do tamanho da presa podem ocorrer com o tamanho do predador em espécies de peixes.

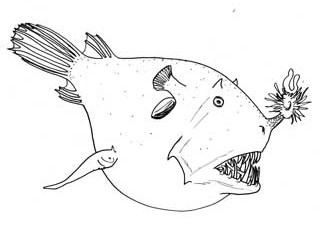
Desenho de Borophryne apogon, mostrando a fêmea com um macho ectoparasita na sua lateral inferior

Diferenças sexuais podem ser observadas em mosquitos, por exemplo, onde machos alimentam-se exclusivamente de seiva enquanto fêmeas também alimentam-se de sangue. Outro exemplo são peixes da ordem  Lophiiformes, que apresentam um dimorfismo sexual bastante característico, onde as fêmeas são predadoras de vida livre, enquanto machos tem morfologia reduzida e são ectoparasitas das fêmeas. Nestes organismos, sexos diferentes de uma mesma espécie potencialmente pertencem à guildas diferentes. Casos mais complicados ocorrem quando mais de um ciclo de vida é possível. Por exemplo, larvas de nemátodes do gênero Strongyloides podem se desenvolver em formas de vida livre (macho e fêmea) ou parasitas (fêmea), dependendo de condições ambientais e fatores genéticos.
As espécies também podem alterar o tipo de recurso explorado de forma cíclica, devido a alterações sazonais no recurso. Em regiões de sazonalidade marcada uma espécie pode pertencer a mais de uma guilda para uma mesma dimensão de nicho ao longo do ano, estando associada a assembleias de espécies diferentes.
A aplicação do conceito à assembleias vegetais também não é direta. Guilda é um conceito que surgiu no campo de ecologia animal, com grande enfoque no recurso alimentar e no comportamento de forrageamento. Assim, a aplicação da definição de Root à organismos vegetais é dificultada porque diferenças em recursos utilizados e na forma de exploração são em geral menos claras. Algumas exceções são guildas de plantas formadas com base em polinizadores ou dispersores de sementes, onde o recurso pode ser definido de forma clara (i.e., animal), e características morfológicas e fisiológicas da planta definem subgrupos de animais que podem executar a função.

## Exemplos
Considerando a definição mais aceita de guilda, são reunidos aqui alguns exemplos publicados em estudos ecológicos.
Exemplos de guildas utilizadas como unidades de estudo incluem "artrópodes associados ao dossel do feijoeiro" , "bactérias oxidantes de nitrito"  e "cianolíquiens que partilham mesmo grupo de algas simbiontes" .
Exemplos mais específicos incluem "peixes bentívoros de costas arenosas no sudeste brasileiro" ,  "morcegos colhetores de superfífie no Panamá"  e "peixes intertidais carnívoros da costa chilena" .